# Campionato europeo femminile di pallamano 2022
Il campionato europeo femminile di pallamano 2022 è stata la 15ª edizione del massimo torneo di pallamano per squadre nazionali femminili, organizzato dalla European Handball Federation (EHF). Il torneo si è disputato dal 4 al 20 novembre 2022 in Slovenia negli impianti di Lubiana e Celje, in Macedonia del Nord nell'impianto di Skopje e in Montenegro nell'impianto di Podgorica. Il torneo si sarebbe dovuto disputare nel mese di dicembre, ma è stato anticipato di un mese per evitare una sovrapposizione col campionato mondiale maschile di calcio.
Il campionato è stato vinto per la nona volta, la seconda consecutiva, dalla Norvegia, che in finale ha sconfitto la Danimarca.

## Formato
Le sedici nazionali partecipanti sono state suddivise in quattro gironi da quattro squadre ciascuno. Le prime tre classificate accedono alla seconda fase, dove sono suddivise in due gironi da sei squadre ciascuno: ciascuna squadra porta nella seconda fase i punti conquistati contro le altre due qualificate del proprio girone e affronta le altre tre squadre. Le prime due classificate accedono alle semifinali, mentre le terze partecipano alla finale per il quinto posto. La prime tre classificate si qualificano al campionato mondiale 2023, mentre la vincitrice si qualifica anche al torneo femminile dei Giochi della XXXIII Olimpiade.

## Impianti
Il torneo viene disputato in quattro sedi, due in Slovenia, Celje e Lubiana, una in Macedonia del Nord, Skopje, e una in Montenegro, Podgorica.
| Slovenia         | Slovenia         | Montenegro                       | Macedonia del Nord     |
| ---------------- | ---------------- | -------------------------------- | ---------------------- |
| Lubiana          | Celje            | Skopje                           | Podgorica              |
| Arena Stožice    | Dvorana Zlatorog | Sportski centar Boris Trajkovski | Sportski centar Morača |
| Capacità: 12 480 | Capacità: 5 800  | Capacità: 10 000                 | Capacità: 6 000        |
|                  |                  |                                  |                        |
| Lubiana Celje    | Lubiana Celje    | Skopje                           | Podgorica              |

## Qualificazioni
Le qualificazioni al campionato europeo sono state organizzate su due fasi. Alla prima fase hanno partecipato 11 squadre nazionali, suddivise su tre gironi all'italiana con partite di sola andata, al termine dei quali la squadra prima classificata ha conquistato l'accesso alla seconda fase. Alla seconda fase hanno partecipato 24 squadre nazionali, suddivise in sei gironi da quattro squadre ciascuno. In ciascun raggruppamento si è disputato un girone all'italiana con partite di andata e ritorno e le prime due classificate di ciascun girone sono state ammesse alla fase finale del campionato europeo.
A seguito della sospensione dei club e delle nazionali di Russia e Bielorussia, decisa dopo l'invasione russa dell'Ucraina, il 4 marzo 2022 il comitato esecutivo dell'EHF ha assegnato la sconfitta a tavolino per Russia e Bielorussia nei rispettivi gironi di qualificazione ed escludendole dall'accesso alla fase finale.

## Squadre partecipanti
| Pr. | Squadra            | Qualificata come                            | Data di qualificazione | Precedenti partecipazioni                                                               |
| --- | ------------------ | ------------------------------------------- | ---------------------- | --------------------------------------------------------------------------------------- |
| 1   | Slovenia           | Nazione co-organizzatrice della fase finale | 20 giugno 2018         | 7 (2002, 2004, 2006, 2010, 2016, 2018, 2020)                                            |
| 2   | Macedonia del Nord | Nazione co-organizzatrice della fase finale | 20 giugno 2018         | 5 (1998, 2000, 2006, 2008, 2012)                                                        |
| 3   | Montenegro         | Nazione co-organizzatrice della fase finale | 20 giugno 2018         | 6 (2010, 2012, 2014, 2016, 2018, 2020)                                                  |
| 4   | Norvegia           | Vincitrice del campionato europeo 2020      | 20 dicembre 2020       | 14 (1994, 1996, 1998, 2000, 2002, 2004, 2006, 2008, 2010, 2012, 2014, 2016, 2018, 2020) |
| 5   | Paesi Bassi        | Vincitrice gruppo 3 di qualificazione       | 4 marzo 2022           | 8 (1998, 2002, 2006, 2010, 2014, 2016, 2018, 2020)                                      |
| 6   | Polonia            | Vincitrice gruppo 1 di qualificazione       | 4 marzo 2022           | 7 (1996, 1998, 2006, 2014, 2016, 2018, 2020)                                            |
| 7   | Danimarca          | Vincitrice gruppo 2 di qualificazione       | 5 marzo 2022           | 14 (1994, 1996, 1998, 2000, 2002, 2004, 2006, 2008, 2010, 2012, 2014, 2016, 2018, 2020) |
| 8   | Svizzera           | Seconda gruppo 1 di qualificazione          | 6 marzo 2022           | 0                                                                                       |
| 9   | Francia            | Vincitrice gruppo 4 di qualificazione       | 6 marzo 2022           | 11 (2000, 2002, 2004, 2006, 2008, 2010, 2012, 2014, 2016, 2018, 2020)                   |
| 10  | Svezia             | Vincitrice gruppo 6 di qualificazione       | 20 aprile 2022         | 12 (1994, 1996, 2002, 2004, 2006, 2008, 2010, 2012, 2014, 2016, 2018, 2020)             |
| 11  | Germania           | Seconda gruppo 3 di qualificazione          | 21 aprile 2022         | 14 (1994, 1996, 1998, 2000, 2002, 2004, 2006, 2008, 2010, 2012, 2014, 2016, 2018, 2020) |
| 12  | Ungheria           | Vincitrice gruppo 5 di qualificazione       | 21 aprile 2022         | 14 (1994, 1996, 1998, 2000, 2002, 2004, 2006, 2008, 2010, 2012, 2014, 2016, 2018, 2020) |
| 13  | Spagna             | Seconda gruppo 5 di qualificazione          | 21 aprile 2022         | 11 (1998, 2002, 2004, 2006, 2008, 2010, 2012, 2014, 2016, 2018, 2020)                   |
| 14  | Serbia             | Seconda gruppo 6 di qualificazione          | 23 aprile 2022         | 8 (2006, 2008, 2010, 2012, 2014, 2016, 2018, 2020)                                      |
| 15  | Romania            | Seconda gruppo 2 di qualificazione          | 24 aprile 2022         | 13 (1994, 1996, 1998, 2000, 2002, 2004, 2008, 2010, 2012, 2014, 2016, 2018, 2020)       |
| 16  | Croazia            | Seconda gruppo 4 di qualificazione          | 24 aprile 2022         | 11 (1994, 1996, 2004, 2006, 2008, 2010, 2012, 2014, 2016, 2018, 2020)                   |

## Sorteggio
Il sorteggio dei gironi si è svolto il 28 aprile 2022 a Lubiana.
| Urna 1                                     | Urna 2                                         | Urna 3                                               | Urna 4                                 |
| ------------------------------------------ | ---------------------------------------------- | ---------------------------------------------------- | -------------------------------------- |
| - Norvegia - Francia - Danimarca - Polonia | - Paesi Bassi - Montenegro - Ungheria - Svezia | - Slovenia - Macedonia del Nord - Croazia - Germania | - Spagna - Romania - Serbia - Svizzera |

## Prima fase

### Girone A

#### Classifica
| Pos. | Squadra  | Pt | G | V | N | P | GF  | GS | DR  |
| ---- | -------- | -- | - | - | - | - | --- | -- | --- |
| 1.   | Norvegia | 6  | 3 | 3 | 0 | 0 | 102 | 66 | +36 |
| 2.   | Croazia  | 3  | 3 | 1 | 1 | 1 | 70  | 76 | -6  |
| 3.   | Ungheria | 2  | 3 | 1 | 0 | 2 | 73  | 81 | -8  |
| 4.   | Svizzera | 1  | 3 | 0 | 1 | 2 | 75  | 97 | -22 |

#### Risultati
| Arbitro: | Vujačić, Kažanegra |

|           |           |          |
| Klujber 9 | Marcatori | Schmid 6 |

| Arbitro: | Duplii, Pobedrina |

|        |           |              |
| Mørk 8 | Marcatori | S. Posavec 4 |

| Arbitro: | Merz, Kuttler |

|            |           |          |
| Blažević 9 | Marcatori | Lukács 4 |

| Arbitro: | M. Sá, V. Sá |

|              |           |                    |
| Emmenegger 5 | Marcatori | Oftedal, Aardahl 5 |

| Arbitro: | Álvarez, Bustamante |

|            |           |              |
| Japundža 6 | Marcatori | Emmenegger 7 |

| Arbitro: | Metalari, Nikolovski |

|           |           |           |
| Ingstad 8 | Marcatori | Klujber 6 |

### Girone B

#### Classifica
| Pos. | Squadra   | Pt | G | V | N | P | GF | GS | DR  |
| ---- | --------- | -- | - | - | - | - | -- | -- | --- |
| 1.   | Svezia    | 4  | 3 | 2 | 0 | 1 | 83 | 68 | +15 |
| 2.   | Danimarca | 4  | 3 | 2 | 0 | 1 | 85 | 72 | +13 |
| 3.   | Slovenia  | 4  | 3 | 2 | 0 | 1 | 77 | 83 | -6  |
| 4.   | Serbia    | 0  | 3 | 0 | 0 | 3 | 66 | 88 | -22 |

#### Risultati
| Arbitro: | Álvarez, Bustamante |

|              |           |        |
| Østergaard 7 | Marcatori | Gros 8 |

| Arbitro: | M. Sá, V. Sá |

|          |           |            |
| Hagman 9 | Marcatori | Stamenić 6 |

| Arbitro: | Metalari, Nikolovski |

|        |           |          |
| Gros 5 | Marcatori | Hagman 9 |

| Arbitro: | Duplii, Pobedrina |

|               |           |                                  |
| Stoiljković 6 | Marcatori | Heindahl, Østergaard, Tranborg 4 |

| Arbitro: | Merz, Kuttler |

|            |           |                 |
| Omoregie 6 | Marcatori | Radosavljević 6 |

| Arbitro: | Vujačić, Kažanegra |

|         |           |         |
| Friis 9 | Marcatori | Axnér 9 |

### Girone C

#### Classifica
| Pos. | Squadra            | Pt | G | V | N | P | GF | GS | DR  |
| ---- | ------------------ | -- | - | - | - | - | -- | -- | --- |
| 1.   | Francia            | 6  | 3 | 3 | 0 | 0 | 85 | 59 | +26 |
| 2.   | Paesi Bassi        | 4  | 3 | 2 | 0 | 1 | 83 | 69 | +14 |
| 3.   | Romania            | 2  | 3 | 1 | 0 | 2 | 80 | 87 | -7  |
| 4.   | Macedonia del Nord | 0  | 3 | 0 | 0 | 3 | 52 | 85 | -33 |

#### Risultati
| Arbitro: | Praštalo, Balvan |

|             |           |           |
| Lassource 4 | Marcatori | Janeska 5 |

| Arbitro: | Braseth, Sundet |

|                   |           |                            |
| Van der Heijden 7 | Marcatori | Buceschi, Grozav, Pintea 7 |

| Arbitro: | Vranes, Wenninger |

|             |           |         |
| Ristovska 4 | Marcatori | Smits 7 |

| Arbitro: | Backović, Palačković |

|                 |           |             |
| Neagu, Grozav 5 | Marcatori | Nze Minko 6 |

| Arbitro: | Antić, Jakovljević |

|            |           |          |
| Dabevska 7 | Marcatori | Neagu 10 |

| Arbitro: | A. Covalciuc, I. Covalciuc |

|                    |           |             |
| Foppa, Nze Minko 4 | Marcatori | Malestein 9 |

### Girone D

#### Classifica
| Pos. | Squadra    | Pt | G | V | N | P | GF | GS | DR  |
| ---- | ---------- | -- | - | - | - | - | -- | -- | --- |
| 1.   | Montenegro | 6  | 3 | 3 | 0 | 0 | 85 | 71 | +14 |
| 2.   | Spagna     | 2  | 3 | 1 | 0 | 2 | 67 | 73 | -6  |
| 3.   | Germania   | 2  | 3 | 1 | 0 | 2 | 71 | 75 | -4  |
| 4.   | Polonia    | 2  | 3 | 1 | 0 | 2 | 68 | 72 | -4  |

#### Risultati
| Arbitro: | Vranes, Wenninger |

|                       |           |          |
| Jauković, Radičević 5 | Marcatori | Cabral 5 |

| Arbitro: | Antić, Jakovljević |

|          |           |             |
| Balsam 5 | Marcatori | Grijseels 8 |

| Arbitro: | A. Covalciuc, I. Covalciuc |

|                   |           |            |
| Bölk, Grijseels 7 | Marcatori | Jauković 9 |

| Arbitro: | Praštalo, Balvan |

|          |           |              |
| Cabral 7 | Marcatori | Kobylinska 5 |

| Arbitro: | Backović, Palačković |

|              |           |              |
| Kobylińska 6 | Marcatori | Radičević 12 |

| Arbitro: | Braseth, Sundet |

|             |           |          |
| Grijseels 6 | Marcatori | Campos 6 |

## Seconda fase

### Girone I

#### Classifica
| Pos. | Squadra   | Pt | G | V | N | P | GF  | GS  | DR  |
| ---- | --------- | -- | - | - | - | - | --- | --- | --- |
| 1.   | Danimarca | 8  | 5 | 4 | 0 | 1 | 137 | 124 | +13 |
| 2.   | Norvegia  | 8  | 5 | 4 | 0 | 1 | 144 | 124 | +20 |
| 3.   | Svezia    | 6  | 5 | 3 | 0 | 2 | 142 | 126 | +16 |
| 4.   | Slovenia  | 4  | 5 | 2 | 0 | 3 | 124 | 132 | -8  |
| 5.   | Croazia   | 2  | 5 | 1 | 0 | 4 | 106 | 133 | -27 |
| 6.   | Ungheria  | 2  | 5 | 1 | 0 | 4 | 121 | 137 | -16 |

#### Risultati
| Arbitro: | Metalari, Nikolovski |

|            |           |        |
| Blažević 5 | Marcatori | Gros 7 |

| Arbitro: | M. Sá, V. Sá |

|           |           |         |
| Klujber 8 | Marcatori | Friis 7 |

| Arbitro: | Merz, Kuttler |

|            |           |             |
| Pavlović 6 | Marcatori | Jørgensen 5 |

| Arbitro: | Álvarez, Bustamante |

|           |           |           |
| Reistad 7 | Marcatori | Carlson 9 |

| Arbitro: | Praštalo, Balvan |

|            |           |        |
| Reistad 10 | Marcatori | Gros 5 |

| Arbitro: | Vujačić, Kažanegra |

|           |           |           |
| Klujber 6 | Marcatori | Roberts 9 |

| Arbitro: | Merz, Kuttler |

|           |           |        |
| Klujber 9 | Marcatori | Gros 6 |

| Arbitro: | M. Sá, V. Sá |

|          |           |          |
| Petika 6 | Marcatori | Hagman 8 |

| Arbitro: | Metalari, Nikolovski |

|        |           |               |
| Mørk 8 | Marcatori | A.M. Hansen 7 |

### Girone II

#### Classifica
| Pos. | Squadra     | Pt | G | V | N | P | GF  | GS  | DR  |
| ---- | ----------- | -- | - | - | - | - | --- | --- | --- |
| 1.   | Francia     | 10 | 5 | 5 | 0 | 0 | 153 | 108 | +45 |
| 2.   | Montenegro  | 6  | 5 | 3 | 0 | 2 | 138 | 151 | -13 |
| 3.   | Paesi Bassi | 5  | 5 | 2 | 1 | 2 | 152 | 144 | +8  |
| 4.   | Germania    | 4  | 5 | 2 | 0 | 3 | 135 | 137 | -2  |
| 5.   | Spagna      | 3  | 5 | 1 | 1 | 3 | 125 | 144 | -19 |
| 6.   | Romania     | 2  | 5 | 1 | 0 | 4 | 139 | 158 | -19 |

#### Risultati
| Arbitro: | Antić, Jakovljević |

|             |           |             |
| Malestein 8 | Marcatori | Grijseels 8 |

| Arbitro: | Backović, Palačković |

|          |           |                                      |
| Pintea 7 | Marcatori | González Ortega, Gutiérrez Bermejo 4 |

| Arbitro: | Duplii, Pobedrina |

|                  |           |                    |
| Freriks, Smits 6 | Marcatori | Cabral, Valdivia 4 |

| Arbitro: | Braseth, Sundet |

|         |           |             |
| Foppa 6 | Marcatori | Radičević 6 |

| Arbitro: | Vranes, Wenninger |

|         |           |                    |
| Neagu 9 | Marcatori | Grbić, Radičević 8 |

| Arbitro: | A. Covalciuc, I. Covalciuc |

|         |           |             |
| Kanor 5 | Marcatori | Grijseels 7 |

| Arbitro: | Duplii, Pobedrina |

|         |           |                  |
| Neagu 7 | Marcatori | Stockschläder 10 |

| Arbitro: | Backović, Palačković |

|         |           |             |
| Smits 7 | Marcatori | Jauković 11 |

| Arbitro: | Antić, Jakovljević |

|             |           |          |
| Valentini 6 | Marcatori | Campos 5 |

## Fase a eliminazione diretta

### Tabellone
|  | Semifinali | Semifinali | Semifinali |          |           | Finale           | Finale           | Finale          |  |
|  |            |            |            |          |           |                  |                  |                 |  |
|  | I1         | Danimarca  | 27         |          |           |                  |                  |                 |  |
|  | I1         | Danimarca  | 27         |          |           |                  |                  |                 |  |
|  | II2        | Montenegro | 23         |          |           |                  |                  |                 |  |
|  | II2        | Montenegro | 23         |          | Danimarca | Danimarca        | 25               |                 |  |
|  |            |            |            |          | Danimarca | Danimarca        | 25               |                 |  |
|  |            |            | Norvegia   | Norvegia | 27        |                  |                  |                 |  |
|  | II1        | Francia    | Norvegia   | Norvegia | 27        | 20               |                  |                 |  |
|  | II1        | Francia    |            |          |           | 20               |                  |                 |  |
|  | I2         | Norvegia   | 28         |          |           | Finale 3º posto  | Finale 3º posto  | Finale 3º posto |  |
|  | I2         | Norvegia   | 28         |          |           |                  |                  |                 |  |
|  |            |            |            |          |           |                  |                  |                 |  |
|  |            |            |            |          |           | Montenegro (dts) | Montenegro (dts) | 27              |  |
|  |            |            |            |          |           | Montenegro (dts) | Montenegro (dts) | 27              |  |
|  |            |            |            |          |           | Francia          | Francia          | 25              |  |

### Finale quinto posto
| Arbitro: | M. Sá, V. Sá |

|          |           |                              |
| Hagman 9 | Marcatori | Dulfer, Freriks, Malestein 5 |

### Semifinali
| Arbitro: | A. Covalciuc, I. Covalciuc |

|         |           |                   |
| Friis 7 | Marcatori | Grbić, Jauković 7 |

| Arbitro: | Merz, Kuttler |

|        |           |               |
| Mørk 8 | Marcatori | Zaadi Deuna 5 |

### Finale terzo posto
| Arbitro: | Praštalo, Balvan |

|                       |           |                      |
| Jauković, Radičević 6 | Marcatori | Granier, Nze Minko 4 |

### Finale
| Arbitro: | Álvarez, Bustamante |

|            |           |        |
| Burgaard 6 | Marcatori | Mørk 8 |

## Classifica finale
| Pos.    | Nazione            |
| ------- | ------------------ |
| Oro     | Norvegia           |
| Argento | Danimarca          |
| Bronzo  | Montenegro         |
| 4       | Francia            |
| 5       | Svezia             |
| 6       | Paesi Bassi        |
| 7       | Germania           |
| 8       | Slovenia           |
| 9       | Spagna             |
| 10      | Croazia            |
| 11      | Ungheria           |
| 12      | Romania            |
| 13      | Polonia            |
| 14      | Svizzera           |
| 15      | Serbia             |
| 16      | Macedonia del Nord |

|  | Qualificata al campionato mondiale 2023 e ai Giochi della XXXIII Olimpiade |
|  | Qualificata al campionato mondiale 2023                                    |

## Statistiche

### Classifica marcatrici
Fonte:.
| Pos. | Nome              | Nazionale  | Reti | Tiri |
| ---- | ----------------- | ---------- | ---- | ---- |
| 1    | Nora Mørk         | Norvegia   | 50   | 64   |
| 2    | Đurđina Jauković  | Montenegro | 48   | 86   |
| 3    | Henny Reistad     | Norvegia   | 46   | 73   |
| 4    | Alina Grijseels   | Germania   | 44   | 62   |
| 5    | Nathalie Hagman   | Svezia     | 43   | 60   |
| 5    | Jovanka Radičević | Montenegro | 43   | 54   |
| 7    | Emma Friis        | Danimarca  | 40   | 57   |
| 8    | Cristina Neagu    | Romania    | 39   | 70   |
| 9    | Katrin Klujber    | Ungheria   | 38   | 74   |
| 10   | Ana Gros          | Slovenia   | 36   | 60   |

## Premi individuali
Migliori giocatrici del torneo.
| Ruolo               | Giocatrice           |
| ------------------- | -------------------- |
| Migliore giocatrice | Henny Reistad        |
| Migliore difensore  | Kathrine Heindahl    |
| Portiere            | Cléopatre Darleux    |
| Ala sinistra        | Emma Friis           |
| Terzino sinistro    | Cristina Neagu       |
| Centrale            | Stine Bredal Oftedal |
| Terzino destro      | Katrin Klujber       |
| Ala destra          | Jovanka Radičević    |
| Pivot               | Pauletta Foppa       |